# Klątwy
Klątwy [pronunciación en polaco: /ˈklɔntfɨ/] es un pueblo ubicado en el distrito administrativo de Gmina Tyszowce, dentro del Condado de Tomaszów Lubelski, Voivodato de Lublin, en Polonia oriental. Se encuentra aproximadamente a 3 kilómetros al suroeste de Tyszowce, a 26 kilómetros al noreste de Tomaszów Lubelski, y a 107 kilómetros al sureste de la capital regional Lublin.